# ルイス・ネト
ルイス・カルロス・ノヴォ・ネト（Luís Carlos Novo Neto、1988年5月26日 - ）は、ポルトガル・ポボア・デ・バルジン出身の元サッカー選手。現役時代のポジションはDF（センターバック）。

## 経歴

### クラブ
ポルトガル下部リーグに所属する地元のクラブ、ヴァルジンSCの下部組織で育ち、2007年にトップチームデビュー。2011年7月に1部のCDナシオナルに移籍すると、1年目から結果を残して名門FCポルトやイングランドのアーセナルFCからも注目される存在に。2012年夏にイタリアのACシエーナへ加入した。
2013年2月1日、ロシアのゼニト・サンクトペテルブルクへ600万ユーロで移籍。
2019年3月11日、7月にスポルティング・クルーベ・デ・ポルトゥガルに加入し、3年契約を結ぶことが発表された。

### 代表
U-21ポルトガル代表の選出経験がある。2012年10月、FIFAワールドカップ欧州予選のロシア代表戦、北アイルランド代表でA代表に初招集されたが、出場機会はなかった。
2013年2月6日にギマランイスで行われたエクアドル代表との親善試合代表初出場を果たした。

## 所属クラブ
- ヴァルジンSC 2007-2011
- CDナシオナル 2011-2012
- ACシエーナ 2012-2013
- FCゼニト・サンクトペテルブルク 2013-2019
  -  フェネルバフチェSK 2017-2018 (loan)
- スポルティング・クルーベ・デ・ポルトゥガル 2019-2024

## 代表歴

### 出場大会
- ポルトガル代表
  - 2014 FIFAワールドカップ

### 試合数
- 国際Aマッチ 19試合 0得点（2013年-2018年）[5]

| ポルトガル代表 | 国際Aマッチ | 国際Aマッチ |
| 年             | 出場        | 得点        |
| -------------- | ----------- | ----------- |
| 2013           | 5           | 0           |
| 2014           | 4           | 0           |
| 2015           | 2           | 0           |
| 2016           | 0           | 0           |
| 2017           | 6           | 0           |
| 2018           | 2           | 0           |
| 通算           | 19          | 0           |

## タイトル
FCゼニト・サンクトペテルブルク
- ロシアプレミアリーグ 2014-15, 2018-19
- ロシア・カップ 2015-16
- ロシア・スーパーカップ 2015, 2016

スポルティング・クルーベ・デ・ポルトゥガル
- プリメイラ・リーガ 2020-21, 2023-24
- タッサ・ダ・リーガ 2020-21, 2021-22
- スーペルタッサ・カンディド・デ・オリベイラ 2021